# Nippo Delko Provence/Saison 2020
Dieser Artikel listet Siege und Fahrer des Radsportteams Delko Marseille Provence in der Saison 2020 auf.

## Siege
UCI ProSeries
| Datum       | Rennen                     | Fahrer        |
| ----------- | -------------------------- | ------------- |
| 12. Februar | 6. Etappe Tour de Langkawi | Hideto Nakane |

UCI Continental Circuits
| Datum       | Rennen                              | Kat. | Fahrer            |
| ----------- | ----------------------------------- | ---- | ----------------- |
| 22. Januar  | 3. Etappe La Tropicale Amissa Bongo | 2.1  | Biniam Girmay     |
| 25. Januar  | 6. Etappe La Tropicale Amissa Bongo | 2.1  | Biniam Girmay     |
| 24. Februar | 2. Etappe Tour du Rwanda            | 2.1  | Mulu Hailemichael |
| 1. März     | 8. Etappe Tour du Rwanda            | 2.1  | José Manuel Díaz  |
| 30. Juli    | 3. Etappe Bulgarien-Rundfahrt       | 2.2  | Pierre Barbier    |
| 21. August  | 4. Etappe Tour du Limousin          | 2.1  | Alessandro Fedeli |
| 12. Oktober | Prueba Villafranca de Ordizia       | 1.1  | Simon Carr        |

Nationale Meisterschaften
| Datum      | Rennen                                      | Fahrer              |
| ---------- | ------------------------------------------- | ------------------- |
| 19. August | Litauische Meisterschaft – Einzelzeitfahren | Evaldas Šiškevičius |

## Mannschaft
| Teamkader 2020                            | Teamkader 2020     | Teamkader 2020         | Teamkader 2020                             |
| Name                                      | Geburtsdatum       | Land                   | Vorheriges Team                            |
| ----------------------------------------- | ------------------ | ---------------------- | ------------------------------------------ |
| Pierre Barbier                            | 25. September 1997 | Frankreich             | Natura4Ever-Roubaix Lille Métropole (2019) |
| Fumiyuki Beppu                            | 10. April 1983     | Japan                  | Trek-Segafredo (2019)                      |
| Romain Combaud                            | 1. April 1991      | Frankreich             | Armée de terre (2015)                      |
| Lucas De Rossi                            | 16. August 1995    | Frankreich             |                                            |
| José Manuel Díaz                          | 18. Januar 1995    | Spanien                | Team Vorarlberg-Santic (2019)              |
| Julien El-Farès                           | 1. Juni 1985       | Frankreich             | Sojasun (2013)                             |
| Alessandro Fedeli                         | 2. März 1996       | Italien                | Trevigiani-Phonix-Hemus 1896 (2018)        |
| Delio Fernández                           | 17. Februar 1986   | Spanien                | W52-Quinta da Lixa (2015)                  |
| Mauro Finetto                             | 10. Mai 1985       | Italien                | Unieuro Wilier (2016)                      |
| Biniam Girmay                             | 2. April 2000      | Eritrea                | World Cycling Centre (2019)                |
| José Gonçalves                            | 13. Februar 1989   | Portugal               | Katusha-Alpecin (2019)                     |
| Eduard-Michael Grosu                      | 4. September 1992  | Rumänien               | Nippo-Vini Fantini-Europa Ovini (2018)     |
| Mulu Hailemichael                         | 12. Januar 1999    | Äthiopien              | Dimension Data for Qhubeka (2019)          |
| Masahiro Ishigami                         | 20. Oktober 1997   | Japan                  | AVC Aix-en-Provence (2019)                 |
| Justin Jules                              | 20. September 1986 | Frankreich             | Wallonie Bruxelles (2019)                  |
| Riccardo Minali                           | 19. April 1995     | Italien                | Israel Cycling Academy (2019)              |
| Hideto Nakane                             | 2. Mai 1990        | Japan                  | Nippo-Vini Fantini-Faizanè (2019)          |
| Ramūnas Navardauskas                      | 30. Januar 1988    | Litauen                | Bahrain-Merida (2018)                      |
| Atsushi Oka                               | 3. September 1995  | Japan                  | Utsunomiya Blitzen (2019)                  |
| Dušan Rajović                             | 19. November 1997  | Serbien                | Adria Mobil (2019)                         |
| Rémy Rochas                               | 18. Mai 1996       | Frankreich             | Bourg-en-Bresse Ain Cyclisme (2018)        |
| Evaldas Šiškevičius                       | 30. Dezember 1988  | Litauen                | Sojasun (2013)                             |
| Julien Trarieux                           | 19. August 1992    | Frankreich             | AVC Aix-en-Provence (2017)                 |
| Simon Carr (1. Aug.–31. Dez., Stagiaire)  | 29. August 1998    | Vereinigtes Königreich | AVC Aix-en-Provence (2019)                 |
| Axel Zingle (1. Aug.–31. Dez., Stagiaire) | 18. Dezember 1998  | Frankreich             | Club Cycliste d'Étupes (2020)              |
|                                           |                    |                        |                                            |
| Quelle: ProCyclingStats                   |                    |                        |                                            |